# Aga (Niigata)
Aga (阿賀町 Aga-machi?) es un pueblo en la prefectura de Niigata, Japón, localizado en la parte centro-oeste de la isla de Honshū, en la región de Chūbu. El 1 de marzo de 2021 tenía una población estimada de 9780 habitantes y una densidad de población de 10 personas por km².

## Geografía
Aga se encuentra en el noreste de la prefectura de Niigata. Con una cobertura del 6,8% en el área de toda la prefectura, Aga es el segundo municipio más grande de Niigata después de Jōetsu. El río Agano atraviesa el pueblo.

## Historia
El área de Aga actual era parte de la antigua provincia de Echigo, y parte de los territorios en poder del dominio Aizu bajo el shogunato Tokugawa en el período Edo. Después de la restauración Meiji, el área se organizó como parte del distrito de Higashikanbara. El pueblo de Aga se estableció el 1 de abril de 2005 en una fusión de los pueblos de Kamikawa y Kanose y las aldeas de Mikawa y Tsugawa, todas del distrito de Higashikanbara.

## Demografía
Según los datos del censo japonés, la población de Aga ha disminuido rápidamente en los últimos 60 años.
| Gráfica de evolución demográfica de Aga entre 1950 y 2015 |
|                                                           |
| Oficina de Estadísticas de Japón                          |